# Erythrophleum ivorense
Erythrophleum ivorense – gatunek drzewa z rodziny bobowatych występujący w lasach tropikalnej Afryki zachodniej.